# Мађарска на Летњим олимпијским играма 1988.
Мађарска је учествовала на Летњим олимпијским играма одржаним 1988. године у Сеулу, Јужна Кореја. На свечаном отварању носилац заставе је био кајакаш Иштван Вашкути. Мађарска је овај пут послала 188 спортиста на олимпијаду, и они су учествовали у двадесет спортских дисциплина.
Олимпијски тим из Мађарске је на овим олимпијским играма се такмичио у двадесет спортских дисциплина и у девет дисциплина су освојили укупно двадесет и три медаље: једанаест златних, шест сребрних и шест бронзаних медаља. Олимпијске бодове су освојили у петнаест дисциплина. Најуспешнији представник Мађарске је био мачевалац Тамаш Дарњи (Darnyi Tamás) са освојене две златне медаље.

## Резултати по спортским гранама
На овој олимпијади су мађарски спортисти у укупно петнаест различитих спортских дисциплина освојили 211 олимпијска поена.
(највећи број освојених поена и учесника је обележен подебљаним словима)
| Спортска грана      | Позиција | Позиција | Позиција | Позиција | Позиција | Позиција | Олимпијски поени |
| Спортска грана      | 1.       | 2.       | 3.       | 4.       | 5.       | 6.       | Олимпијски поени |
| Пливање             | 4        | 2        | 0        | 1        | 1        | 0        | 43               |
| Кајак и кану        | 2        | 1        | 1        | 3        | 0        | 2        | 34               |
| Рвање               | 1        | 1        | 0        | 5        | 1        | 1        | 30               |
| Мачевање            | 1        | 0        | 2        | 1        | 2        | 2        | 24               |
| Пентатлон           | 2        | 0        | 0        | 1        | 0        | 0        | 17               |
| Стрељаштво          | 0        | 0        | 2        | 0        | 2        | 3        | 15               |
| Дизање тегова       | 0        | 2        | 0        | 1        | 1        | 0        | 15               |
| Гимнастика          | 1        | 0        | 0        | 0        | 1        | 1        | 10               |
| Џудо                | 0        | 0        | 0        | 0        | 3        | 0        | 6                |
| Бокс                | 0        | 0        | 1        | 0        | 1        | 0        | 6                |
| Стони тенис         | 0        | 0        | 0        | 1        | 0        | 0        | 3                |
| Рукомет             | 0        | 0        | 0        | 1        | 0        | 0        | 3                |
| Ватерполо           | 0        | 0        | 0        | 0        | 1        | 0        | 2                |
| Атлетика            | 0        | 0        | 0        | 0        | 0        | 2        | 2                |
| Ритмичка гимнастика | 0        | 0        | 0        | 0        | 0        | 1        | 1                |
|                     |          |          |          |          |          |          |                  |
| Укупно              | 11       | 6        | 6        | 14       | 13       | 12       | 211              |

### Освојене медаље на ЛОИ
| Освајачи олимпијских медаља за Мађарску на ЛОИ 1988. | |        |
| Медаља                                               | Освајач медаље | Укупно |
| Злато                                                | Жолт Ђулаји, Јанош Мартинек, Жолт Боркаји, Јожеф Сабо, Тамаш Дарњи 2х, Кристина Егерсеги, Андраш Шике, Мачевање (екипно м.), Кајак и кану (К4 m.), и Пентатлон (екипно м.) | 11     |
| Сребро                                               | Карољ Гитлер, Кристине Егерсеги, Иштван Меси, Јожеф Јачо, Тибор Комароми и Кајак и кану (К4 ж.)                                                                           | 6      |
| Бронза                                               | Роберт Ишасеги, Золтан Ковач, Атила Захоњи, Иштван Меси, Кајак и кану (К2 м.), Мачевање (екипно м.) и Мачевање (екипно ж.)                                                | 6      |
| Укупно                                               | | 23     |